# Retenu
| r · T | n · nw | w | N25 |

| r · T | n · nw | w | N25 |

Retenu, Reczenu – starożytny egipski termin używany na określenie rejonu wschodniego wybrzeża Morza Śródziemnego, który rozciągał się na północ od pustyni Negew, aż do kraju Amurru.

## Retenu jako dominium egipskie

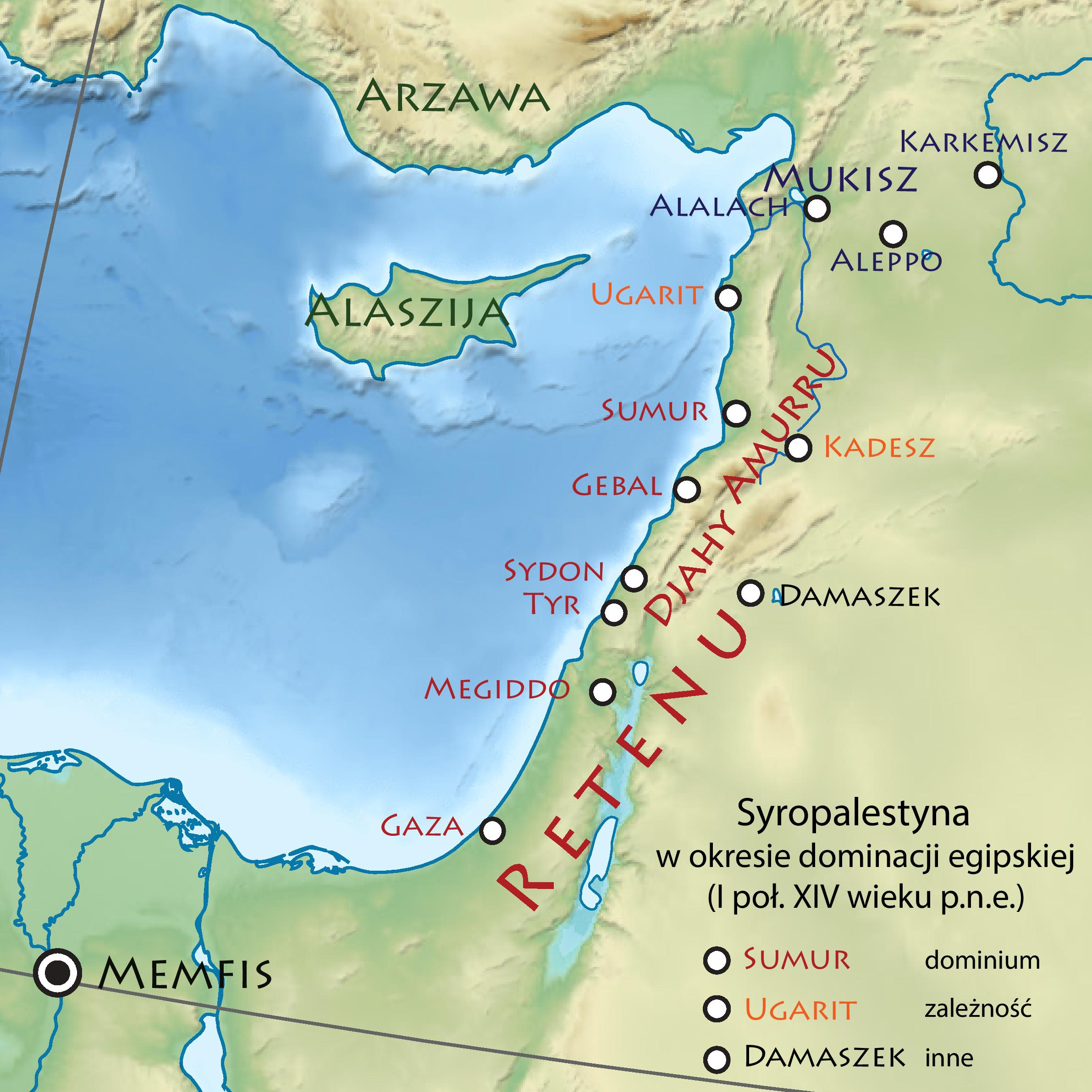
Retenu na mapie Syropalestyny

Tereny syryjskie pozostawały w centrum zainteresowania starożytnych Egipcjan ze względu na ich znaczenie strategiczne (zarówno militarne jak i handlowe). Ponieważ Retenu stanowiło łącznik pomiędzy trzema wielkimi regionami – Egiptem, Mezopotamią i Anatolią, w czasach Nowego Państwa stało się przedmiotem pożądania władców XVIII dynastii.
Zdobywcą tego obszaru był Totmes I, który w kampanii skierowanej przeciwko Hyksosom dotarł aż do Eufratu (przełom XVI i XV wieku p.n.e.) Z kolei szósty z dynastii Totmes III umocnił wpływy w tym rejonie pokonując pod Megiddo koalicję państw syryjskich, podburzonych przez rywalizujące z Egiptem huryckie Mitanni.
Południową część Retenu, która pokrywała się z terytorium dzisiejszej Palestyny, Izraela i zachodniego brzegu Jordanu (Kanaan) Egipcjanie nazywali Khor (od osiadłych tam huryckich Hyksosów, którzy w XVI wieku p.n.e. zostali wyparci z delty Nilu). Obszar na północ od Khor, sięgający do terenów amoryckich, inskrypcje z tego okresu określają mianem Djahy.
Zakończenie dominacji egipskiej, nadwyrężonej wcześniej wojną z Hetytami (bitwa pod Kadesz), związane było z napływem na przełomie XIII i XII wieku p.n.e. Ludów Morza. Pod Djahy rozegrała się lądowa faza wielkiej bitwy o czym informują inskrypcje świątyni grobowej Ramzesa III w Medinet Habu.

## Filistyni
Pomimo rozbicia koalicji Ludów Morza nie udało się Egipcjanom zatrzymać ich osadnictwa w Syropalestynie. Kilkadziesiąt lat później buntowniczy Filistyni odmówili płacenia danin (o czym informuje w swojej relacji z podróży dyplomatycznej kapłan Wen-Amon), a pełni obrazu, jeszcze w XIII wieku p.n.e., dopełniły kolejne wielkie migracje plemion aramejskich.